# 无想寺
无想寺位于江苏省南京市溧水区，初建于六朝中期，名字由韩熙载所起。目前当地政府试图通过无想寺的修建，来扩大周围森林公园的知名度，以发展旅游业。

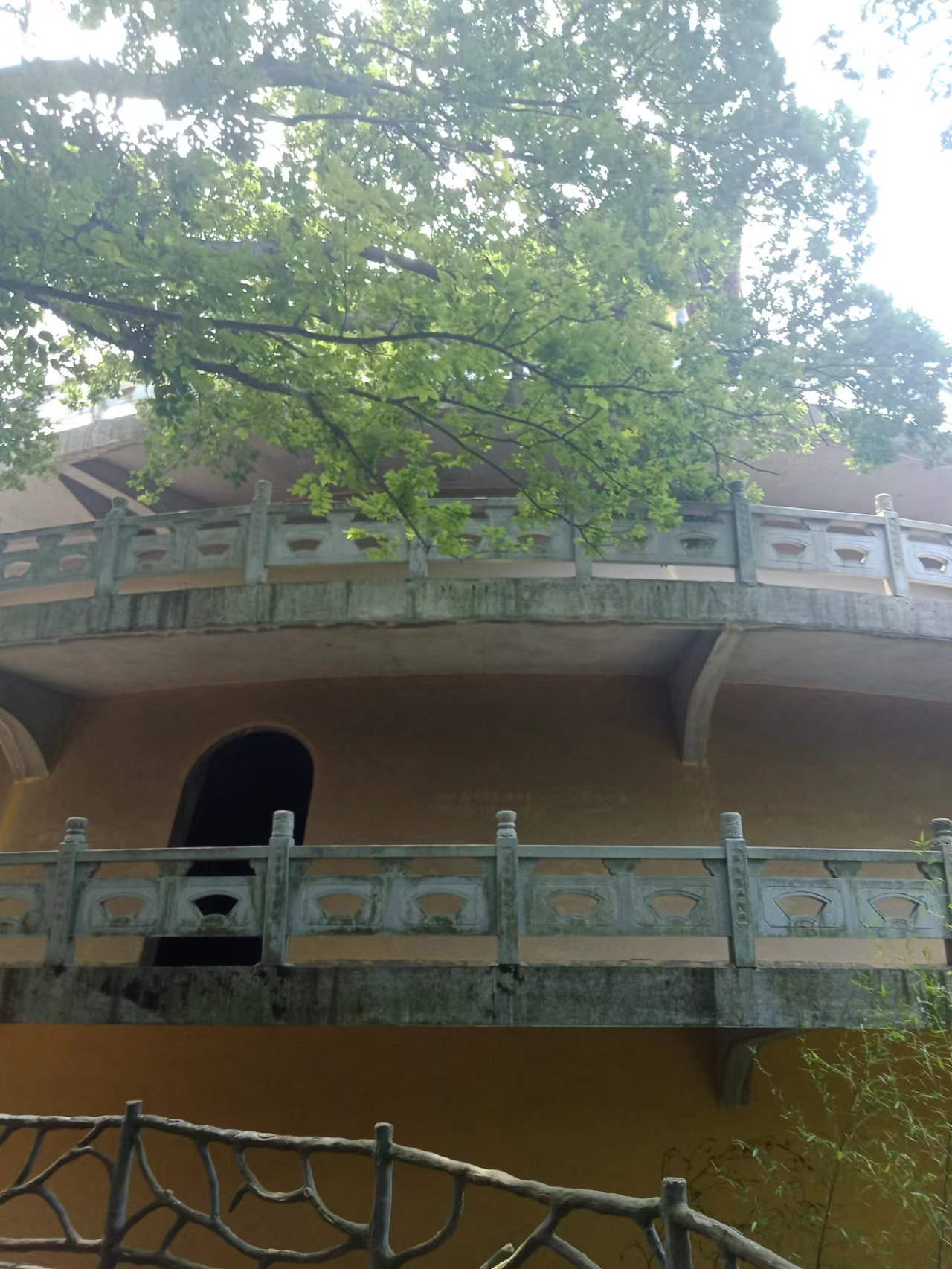

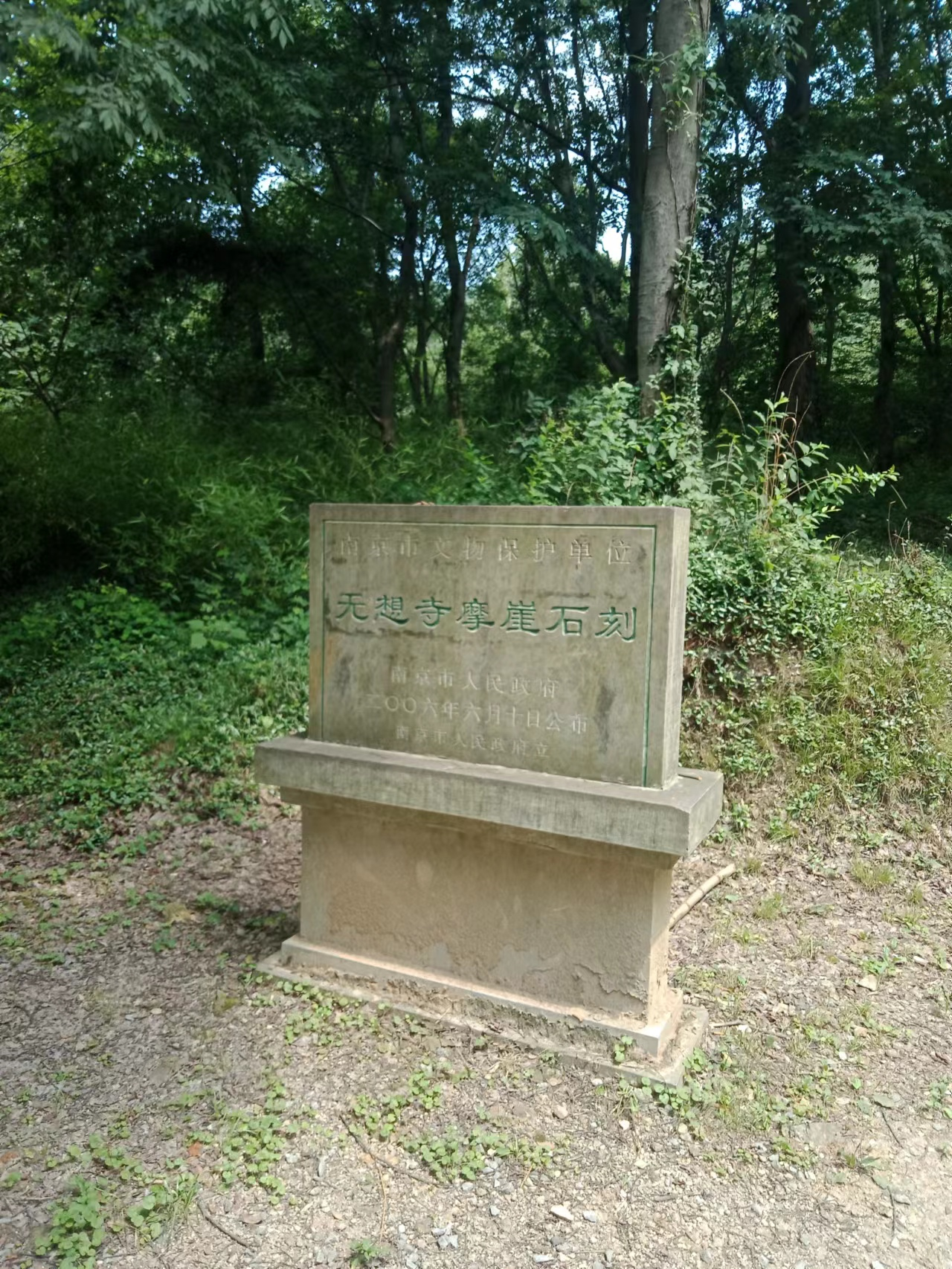

- 无想寺风景区

- 无想寺森林公园

## 链接
- 无想寺